# 309295 Hourenzhi
309295 Hourenzhi è un asteroide della fascia principale. Scoperto nel 2007, presenta un'orbita caratterizzata da un semiasse maggiore pari a 2,3828400 au e da un'eccentricità di 0,1915556, inclinata di 2,27399° rispetto all'eclittica.